# Dozwolony użytek prywatny
Dozwolony użytek prywatny (osobisty) – w polskim prawie ustawowe zezwolenie dla użytkowników na prywatne korzystanie z chronionych utworów; jedna z postaci dozwolonego użytku. Dzięki niemu użytkownicy nie muszą uzyskiwać zgody podmiotów praw autorskich ani im płacić. Stanowi on jedno z ograniczeń (lub wyjątków), które są regulowane przepisami prawa międzynarodowego i unijnego.
Ochrona autorskoprawna głównie dotyczy publicznego wykorzystywania utworu i nie ingeruje w sferę prywatną. W celu dostosowania prawa do korzystania z utworów w prywatnej sferze indywidualnych użytkowników, ustawodawcy wprowadzili przepisy analogiczne do dozwolonego użytku prywatnego. Jest on klasyczną instytucją prawa autorskiego, o szczególnym znaczeniu społecznym. Analogiczne przepisy znajdowały się w ustawach z 1926 i z 1952. Znajdują się także w ustawach wszystkich europejskich państw. W polskiej ustawie z 1994 dozwolony użytek prywatny został uregulowany w art. 23. Chociaż tradycja tej instytucji jest głęboko zakorzeniona, a jej istota – stała, to jej zakres podlega zmianom.
Jako że dozwolony użytek jest wyjątkiem od zasady monopolu, jego zakres jest ściśle określony. Oprócz tego jest też szeroki. Użytkownicy mogą korzystać w dowolny sposób z niemal wszystkich kategorii utworów. Można je zapisywać, kopiować i rozpowszechniać. Nie ma znaczenia, czy kopia utworu, z której korzysta użytkownik, powstała legalnie. Można swobodnie korzystać w dowolnym celu z całego utworu, a nie tylko z jego części. Należy jedynie przestrzegać autorskich praw osobistych, korzystać osobiście lub w gronie osób, z którymi użytkownika łączą związki osobiste i nie korzystać w sposób konkurencyjny dla podmiotu praw autorskich (por. test trójstopniowy). Wyjątkowo dozwolony użytek prywatny jest wyłączony w zakresie korzystania z twórczych baz danych i programów komputerowych, a także budowania według utworu architektonicznego i architektoniczno-urbanistycznego.

## Historia
Pierwszą polską ustawą o prawie autorskim była ustawa z 1926. Jej artykuł 17 zezwalał na kopiowanie i inne odtwarzanie „wyłącznie dla własnego użytku prywatnego”. Dozwolony użytek prywatny był wyłączony w stosunku do budowania według cudzego utworu architektonicznego. Poza tym dozwolony użytek prywatny obejmował wszystkie kategorie utworów. Obowiązywał wymóg podania twórcy i zakaz modyfikowania utworu. Nie obowiązywało ograniczenie rozmiaru dozwolonego korzystania. W tamtym czasie uważano, że dozwolony użytek prywatny nie należy do sfery praw wyłącznych autora. Nie był to jednak zewnętrzny wyjątek czy ograniczenie, a konsekwencja ograniczonej natury samego prawa autorskiego.
W następnej ustawie, z 1952, dozwolony użytek prywatny został uregulowany w art. 22. Obowiązywało podobnie ujęte wyłączenie w stosunku do budowania według cudzego utworu architektonicznego. Chociaż w przepisie była mowa tylko o kopiowaniu i innym odtwarzaniu, użytkownik mógł także rozpowszechniać utwór, udostępniając go osobom, z którymi łączyły go więzy towarzyskie. Przyjmowano przy tym, że użytkownik nie może czerpać korzyści materialnych z takiego rozpowszechniania.
W okresie obowiązywania ustawy z 1952 nastąpił postęp techniki. Pojawiło się zjawisko masowego kopiowania na taśmy magnetyczne. Zauważono, że takie kopiowanie ma wpływ na dochody twórców. Zdaniem niemieckiego Federalnego Trybunału Sprawiedliwości prywatne kopiowanie utworów wymagało zgody podmiotu praw autorskich. Chociaż akceptowano ten tok myślenia, uznano, że uzależnianie tworzenia kopii od każdorazowej zgody jest niemożliwe. Wtedy też zaproponowano nałożenie opłat reprograficznych.

## Przesłanki

### Użytkownicy

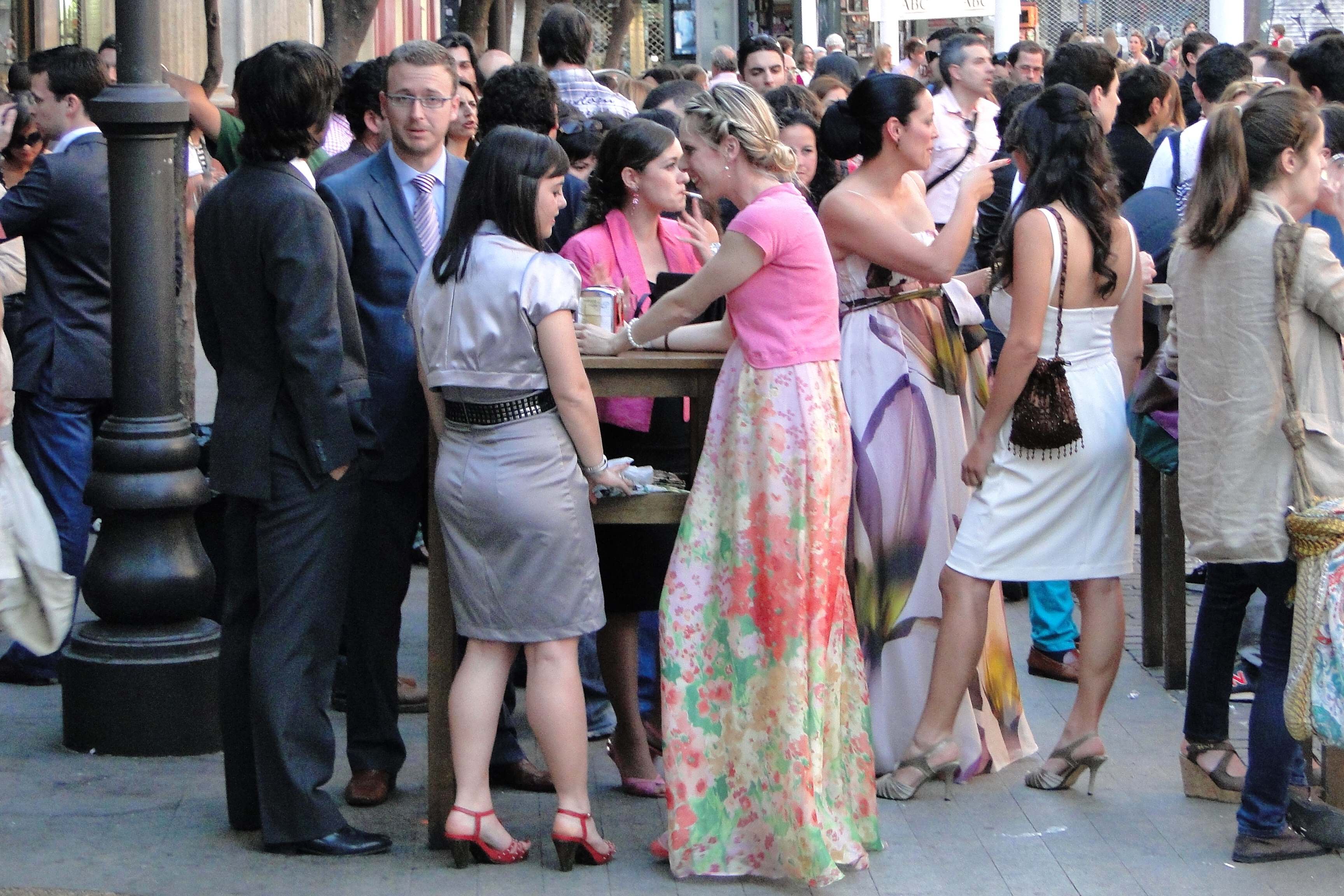
W przypadku imprez takich jak wesela trudno przesądzić, czy korzystanie odbywa się w granicach dozwolonego użytku prywatnego.

Dozwolony użytek prywatny przysługuje osobom fizycznym, bez względu na zdolność do czynności prawnych . Nie przysługuje on osobom prawnym ani jednostkom organizacyjnym nieposiadającym osobowości prawnej. Jest tak, ponieważ jedynie osoby fizyczne tworzą stosunki osobiste. Sąd Najwyższy orzekł, że „wykorzystanie odtworzonego utworu przez przedsiębiorstwo dla celów tego przedsiębiorstwa” z definicji nie mieści się w granicach dozwolonego użytku prywatnego.
Z praktycznych względów dozwolony użytek prywatny nie obejmuje tylko użytkownika, ale rozciąga się także na krąg osób pozostających w związku osobistym z użytkownikiem. Ustawa o prawie autorskim wymienia przykładowe stosunki międzyludzkie mieszczące się w pojęciu „związku osobistego”: stosunek pokrewieństwa, powinowactwa oraz stosunek towarzyski. Dwa pierwsze są zdefiniowane w Kodeksie rodzinnym i opiekuńczym i ich znaczenie jest jasne. Wątpliwości budzą, niezdefiniowane w ustawie, określenia „inny związek osobisty” i „stosunek towarzyski”.
Dokonując interpretacji tych pojęć, trzeba pamiętać o celu dozwolonego użytku prywatnego, czyli o tym, że korzystanie jest dopuszczone w sferze prywatnej, a nie publicznej. Prywatne korzystanie z utworu wiążące się z jego równoczesnym publicznym rozpowszechnianiem (na przykład w ramach korzystania z sieci peer-to-peer) wykracza poza zakres dozwolonego użytku . Związkowi osobistemu towarzyszą więzi emocjonalne i częste kontakty, niezależnie od formy kontaktowania się. Nie ma znaczenia, czy te relacje powstały lub czy są podtrzymywane głównie za pośrednictwem Internetu . Chodzi o stałą, nieformalną, prywatną więź. Z zakresu dozwolonego użytku prywatnego są wykluczone relacje ściśle zawodowe, a także wynikające z funkcji społecznych czy politycznych.
Nie ma ograniczenia co do liczby osób korzystających wspólnie z dozwolonego użytku prywatnego . Istnieją zwyczajowe formy korzystania z utworów, takie jak imprezy okolicznościowe, co do których trudno przesądzić, czy korzystanie odbywa się w granicach dozwolonego użytku.

### Korzystanie z utworów

#### Pojęcie korzystania
Ustawa o prawie autorskim nie precyzuje, na jakich polach eksploatacji (w jaki sposób) można korzystać z utworów. Ogólnie rzecz biorąc, korzystanie z utworów obejmuje ich utrwalanie, zwielokrotnianie i rozpowszechnianie. Zakresem dozwolonego użytku prywatnego są objęte co do zasady wszystkie sposoby korzystania na wszystkich znanych polach eksploatacji, z trzema wyjątkami, omówionymi dalej. Istnieje pogląd, według którego dozwolony użytek obejmuje także przyszłe pola eksploatacji. Ustawodawca dał więc użytkownikom większą swobodę w porównaniu z przepisami ustaw z 1926 i 1952 r., które wprost dopuszczały jedynie kopiowanie i inne odtwarzanie utworów. W praktyce najistotniejsze jest zwielokrotnianie (kopiowanie) chronionych utworów.

#### Uprzednie rozpowszechnienie utworu
Przedmiotem dozwolonego użytku prywatnego są tylko utwory rozpowszechnione (udostępnione publicznie za zgodą twórcy). Dozwolony użytek nie narusza autorskich praw osobistych, w tym prawa do decydowania o pierwszym udostępnieniu utworu publiczności. Tak więc korzystanie z kopii utworu (choćby tylko fragmentu), który „wyciekł” z zamkniętego pokazu, nie jest dozwolone.
Sytuacja jest bardziej złożona w przypadku korzystania z utworów w sieci komputerowej. Utwór nie został rozpowszechniony, jeżeli został wprowadzony jedynie do sieci zamkniętej.

#### Legalność kopii źródłowej
Systemy prawne niektórych państw europejskich (np. Niemiec, Finlandii) zakazują powoływania się na dozwolony użytek w przypadku korzystania z kopii utworu powstałej lub udostępnionej w sposób naruszający prawa autorskie. Polska ustawa o prawie autorskim nie zawiera warunku legalności kopii źródłowej (ang. legal source copy). Taka cecha kopii byłaby trudna do ustalenia przez użytkowników.
W 2014 Trybunał Sprawiedliwości Unii Europejskiej (TSUE) orzekł, że prawo krajowe nierozróżniające „sytuacji, w której źródło służące za podstawę sporządzenia kopii na użytek prywatny jest legalne, od sytuacji, w której źródło to jest nielegalne” jest sprzeczne z przepisami dyrektywy 2001/29/WE o harmonizacji niektórych aspektów prawa autorskiego i praw pokrewnych w społeczeństwie informacyjnym. Polski ustawodawca powinien wprowadzić takie rozróżnienie. Zaproponowano dopuszczenie korzystania z takich nielegalnych kopii utworu, które nie są „oczywiście bezprawne”. Byłaby to ochrona użytkowników działających w dobrej wierze . Jednak samo kryterium legalności kopii źródłowej jest nieostre i jego generalne sprecyzowanie jest niemożliwe.

#### Ograniczenie liczby lub objętości używanych egzemplarzy

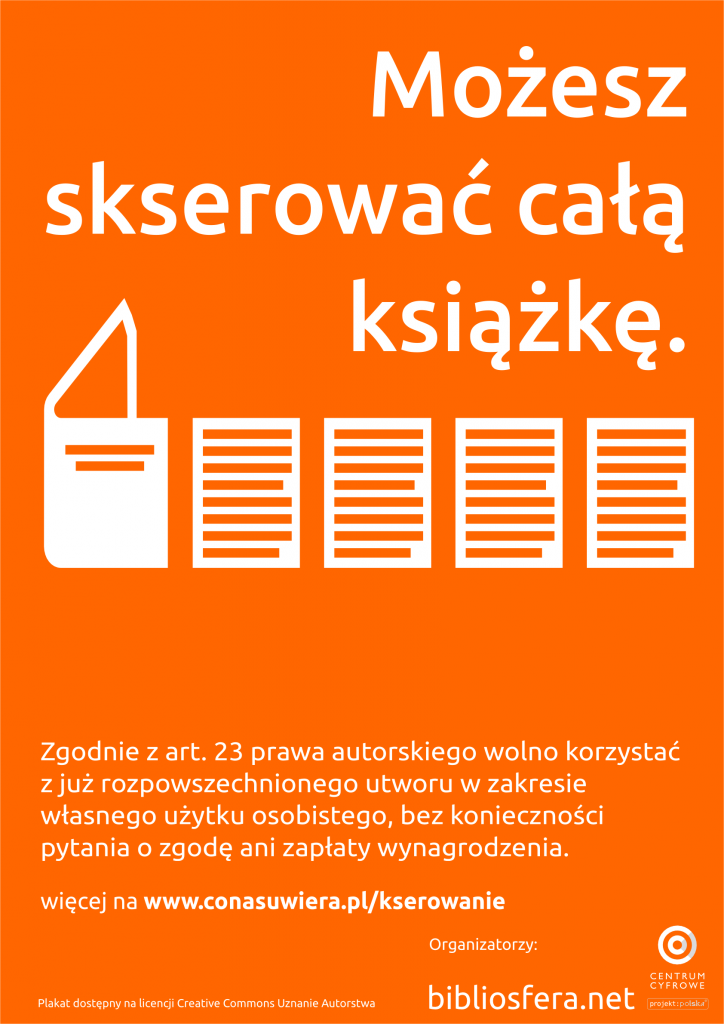
Plakat z akcji promującej wiedzę o dozwolonym użytku

W 2004 weszła w życie nowelizacja ustawy z 1994 dodająca do art. 23 ust. 2 wymóg korzystania z „pojedynczych egzemplarzy” utworów. Ścisłe trzymanie się znaczenia użytych słów prowadziłoby do wniosku, że ustawa wyłącza kopiowanie utworów z ram dozwolonego użytku. Zdaniem części prawników dopuszczalne jest jednorazowe zwielokrotnienie jednego nośnika utworu. Większa część specjalistów twierdzi, że to sformułowanie jest niewłaściwie skonstruowane pod względem gramatycznym. Wymóg korzystania z „pojedynczych egzemplarzy” utworów należy interpretować jako zakaz sporządzania nieograniczonej liczby kopii utworów. Wszystkie inne określenia, które mogłyby zastąpić „pojedyncze egzemplarze”, także są niejednoznaczne .
Ustawa o prawie autorskim nie nakłada ograniczenia dozwolonego użytku do korzystania z określonej części utworu, liczby stron książki, nie wyznacza innych „rozsądnych granic”. Takie ograniczenia miałyby być uzasadnione stratami, jakie ponoszą podmioty praw autorskich na skutek zmniejszonego popytu na oryginalne egzemplarze. Zjawisko nieograniczonego kopiowania ma być regulowane przez test trójstopniowy. Można też uznać, że brak ograniczenia jest celowy.

#### Dokonywanie reprodukcji przez osoby trzecie
Dozwolony użytek polega na samodzielnym korzystaniu z cudzego utworu. Reprodukcji mogą dokonywać jedynie osoby fizyczne. Może chodzić tylko o te osoby, które mają korzystać z kopii utworów. Część prawników dopuszcza pomocnictwo niewkraczające w zakres autorskich praw wyłącznych.
Duże znaczenie społeczne ma odpłatne zwielokrotnianie dokonywane na zamówienie użytkownika dla jego użytku osobistego (usługi kserograficzne, archiwizacja danych). Dozwolony użytek nie obejmuje takiej działalności. Jej prowadzenie jest regulowane przez art. 201 ustawy o prawie autorskim

#### Korzystanie z cyfrowych form utworów
Zastosowanie terminu „egzemplarz” w art. 23 ust. 2 ustawy o prawie autorskim może prowadzić do wniosku, że zakres dozwolonego użytku nie obejmuje cyfrowych form utworów. Stanowisko uzasadniające taką tezę jest znane od dłuższego czasu. Twierdzono, że cyfrowa reprodukcja jest mechaniczna i nieosobista. Argumentowano, że przepisy o dozwolonym użytku nie mogą obejmować pól eksploatacji nieznanych w chwili wejścia ustawy w życie. Zaproponowano też traktowanie cyfrowych form utworów analogicznie do programów komputerowych, wyłączonych z zakresu dozwolonego użytku. Jednak przeważa pogląd, że forma utworu (analogowa – cyfrowa) to kwestia techniczna, która nie ma znaczenia dla zakresu dozwolonego użytku.

#### Cel korzystania
Ustawa o prawie autorskim nie określa celu korzystania z chronionego utworu, oprócz tego, że ma być osobisty. Może być on rozrywkowy, hobbystyczny, naukowy, archiwalny. Jednak nieodpłatne skopiowanie utworu chronionego od dotychczas nieznanej osoby w celu hobbystycznym wykracza poza zakres dozwolonego użytku. Wydaje się, że „własny cel zawodowy” także jest dopuszczalny, pod warunkiem, że użytkownik korzysta z utworu z własnej inicjatywy i na własne potrzeby, czyli bez wyraźnego polecenia przełożonego.
Przesłanka nieodpłatności dozwolonego użytku prywatnego oznacza, że pobieranie opłat przez użytkownika od związanych z nim osób jest niedozwolone. Interpretacja przepisu ustawy o prawie autorskim uwzględniająca art. 5 ust. 2 lit. b dyrektywy 2001/29/WE prowadzi do wniosku, że ten wymóg ma szersze znaczenie. W myśl przywołanego przepisu korzystanie w celu bezpośrednio lub pośrednio handlowym jest niedopuszczalne. Jak zauważono, niemal każde korzystanie z utworu, które nie jest czysto rekreacyjne, można uznać za pośrednio komercyjne. Szczególnie odnosi się to do korzystania związanego z działalnością zawodową użytkownika.

## Charakter prawny

### Dopuszczalność umownej modyfikacji
Wpływ na sytuację użytkownika ma ustalenie, czy art. 23 ustawy o prawie autorskim stanowi normę imperatywną czy dyspozytywną. Chodzi głównie o możliwość ograniczania zakresu dozwolonego użytku prywatnego w umowach.
Podmioty praw autorskich długo nie ingerowały w sferę prywatną użytkowników. Dopiero profesjonalne wypożyczalnie wideo standardowo zawierały z konsumentami umowy zakazujące kopiowania i rozpowszechniania utworów. Taką praktykę stosują także producenci utworów w postaci elektronicznej (m.in. elektronicznych baz danych, programów komputerowych) . Przyczyną tego stanu rzeczy ma być z jednej strony oczekiwanie elastyczności dozwolonego korzystania utworów, z drugiej – dążenie do kontroli nad korzystaniem z utworów.
Artykuł 23 ustawy o prawie autorskim nie odnosi się do omawianej kwestii. Brak szczegółowego przepisu jest typowy dla systemów prawnych państw europejskich. Wyjątkowo dyrektywa 2009/24/WE w sprawie ochrony prawnej programów komputerowych, a za nią art. 76 ustawy o prawie autorskim, stanowią, że nieważne są umowy ograniczające „dozwolony użytek programów komputerowych”. Wykładnia a contrario i zasada swobody umów przemawiają za dopuszczalnością umownego ograniczania dozwolonego użytku.
Wydaje się, że takie stanowisko zajmuje większość doktryny. Postanowienie modyfikujące byłoby wiążące tylko dla stron umowy, a jego naruszenie rodziłoby wyłącznie odpowiedzialność z tytułu naruszenia umowy. W tej sprawie znaczenie może mieć punkt 45 dyrektywy 2001/29/WE (który głosi, że „wyjątki i ograniczenia nie powinny stanowić przeszkody dla określenia stosunków umownych zmierzających do zapewnienia godziwej rekompensaty podmiotom praw autorskich w stopniu dozwolonym przez prawo krajowe”) i fakt, że przepisy dyrektywy 2001/29/WE nie nakładają obowiązku ustanowienia dozwolonego użytku prywatnego w porządku krajowym. Istnieje koncepcja, która uzasadnia dopuszczalność zarówno umownego ograniczania, jak i wyłączenia dozwolonego użytku prywatnego. Według niej użytkownik miałby prawo podmiotowe do dozwolonego użytku i mógłby umawiać się na zmianę zakresu swojego prawa. Odrzucenie tej koncepcji oznacza, że użytkownik może jedynie zobowiązać się do niewykonywania uprawnienia. Istnieje też pogląd, według którego dozwolonego użytku nie można zmieniać, a swoboda umów jest ograniczona .
Istnieją granice swobody umownej modyfikacji dozwolonego użytku prywatnego. Umowa nie powinna być sprzeczna z ustawowym wyważeniem interesów podmiotu praw autorskich i użytkownika. Nie powinna godzić w wartości chronione przez ustawodawcę za pomocą instytucji dozwolonego użytku. Osobnym zagadnieniem jest relacja modyfikacji dozwolonego użytku z przepisami o ochronie konkurencji i konsumentów. Na przykład umowna modyfikacja dozwolonego użytku nie powinna umożliwiać nadużywania pozycji monopolistycznej podmiotu praw autorskich. Praktyka elastycznych, indywidualnie uzgodnionych wzajemnych ustępstw licencjodawcy i licencjobiorcy jest pozytywnie oceniana. Obniżenie opłaty licencyjnej lub przyznanie użytkownikom udogodnień w korzystaniu objętym zakresem dozwolonego użytku mogą być „ekwiwalentem” modyfikacji zakresu dozwolonego użytku. Szczególnie efektywne jest zróżnicowanie cen powiązane z precyzyjnym zróżnicowaniem modyfikacji.

### Wynagrodzenie z tytułu dozwolonego użytku prywatnego

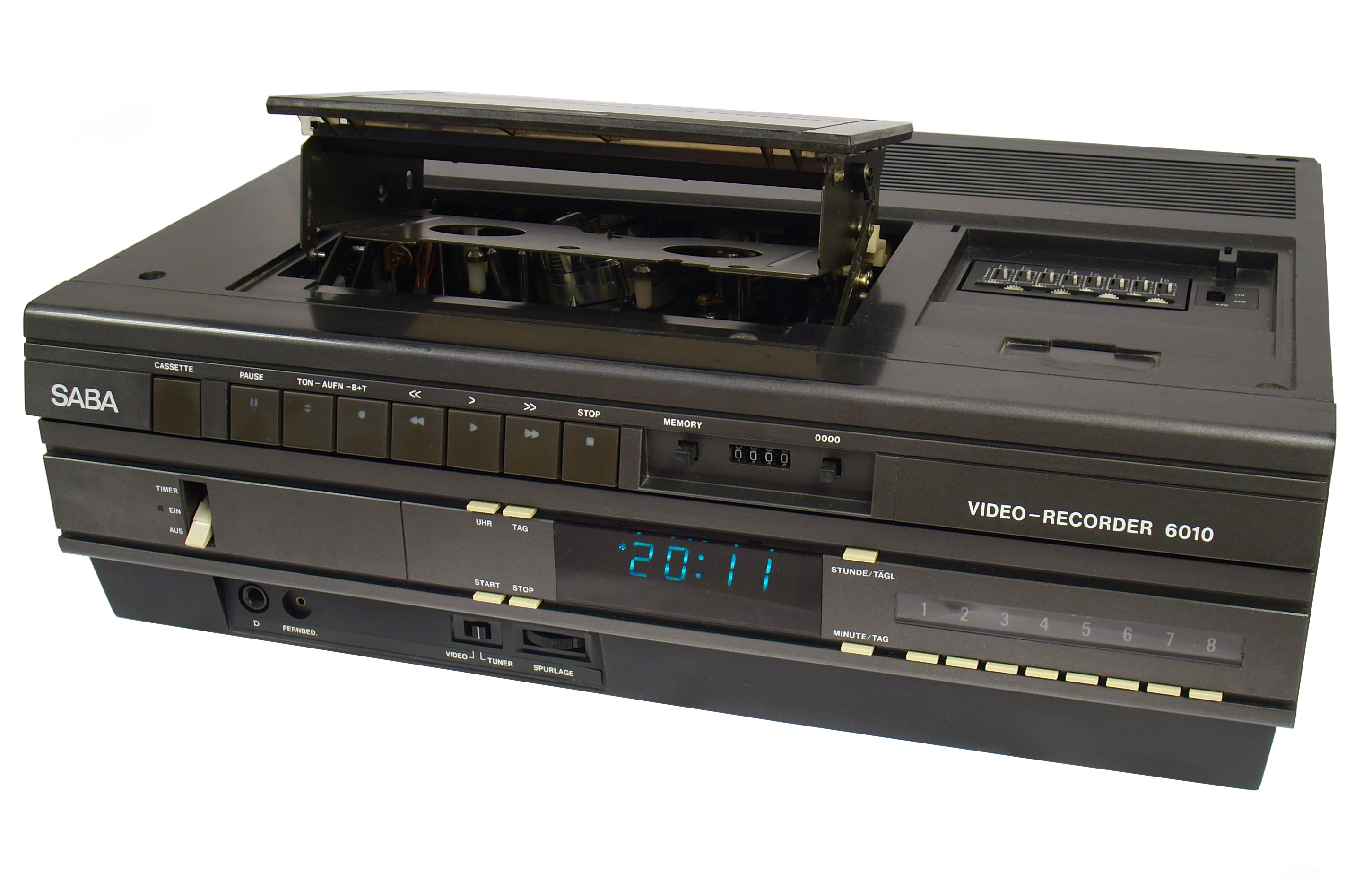
W XX w. zauważono, że prywatne kopiowanie na taśmy wideo uszczupla dochody twórców.

W większości krajowych porządków prawnych dozwolony użytek prywatny nie jest powiązany z obowiązkiem rekompensaty wypłacanej podmiotom praw autorskich. W polskim prawie zasadę braku wynagrodzenia z tytułu dozwolonego użytku stanowi art. 34 ustawy o prawie autorskim. Na gruncie prawa Unii Europejskiej obowiązuje jednak norma szczegółowa, która zobowiązuje ustawodawców krajowych do zapewnienia podmiotom praw autorskich „godziwej rekompensaty” (fair compensation).
To pojęcie wynika z przyjętej koncepcji utraconych korzyści, według której akt zwielokrotnienia utworu może powodować wyrządzenie szkody podmiotowi praw autorskich. W wyroku Padawan SL v. Sociedad General de Autores y Editores de España Trybunał Sprawiedliwości UE stwierdził, że na użytkowniku „co do zasady ciąży obowiązek naprawienia szkody związanej ze zwielokrotnieniem poprzez sfinansowanie rekompensaty”. Podmiotami obciążanymi do uiszczania „opłaty licencyjnej za użytek prywatny” mogą być podmioty udostępniające użytkownikom sprzęt służący do reprodukcji utworów. Mogą one przenieść koszt takiej opłaty na użytkowników. Te opłaty są nazywane opłatami reprograficznymi. Ustawa o prawie autorskim ustanawia obowiązek uiszczania opłat reprograficznych w art. 20 i 201. Na podstawie art. 20 ust. 5 tej ustawy wydano rozporządzenie wykonawcze.
Specjaliści nie są jednomyślni w ocenie charakteru prawnego opłat reprograficznych. Przeważa ocena, według której są one szczególną formą wynagrodzenia autorskiego. Jedni twierdzą, że jedynie opłaty uiszczane na podstawie art. 201 ustawy o prawie autorskim są formą wynagrodzenia. Inni argumentują, że art. 20 tejże ustawy przełamuje deklarowaną w art. 34 nieodpłatność dozwolonego użytku. Stwierdzono nawet, że art. 34 „nie odpowiada do końca rzeczywistości”. Według niektórych opłaty są wynagrodzeniem autorskim, mimo że „nie spełniają cech charakterystycznych dla tradycyjnych wynagrodzeń autorskich”. Przynależność omawianych opłat do sfery praw wyłącznych może wynikać z tego, że test trójstopniowy nie dotyczy prywatnego korzystania z utworu.

### Dozwolony użytek prywatny a prawo karne
Korzystanie z cudzego utworu w ramach dozwolonego użytku wyłącza bezprawność czynu, który inaczej mógłby stanowić przestępstwo określone w rozdziale 14 ustawy o prawie autorskim (zatytułowanym „Odpowiedzialność karna”). Można uznać, że dozwolony użytek prywatny jest „szczególną postacią kontratypu”. Działanie w granicach dozwolonego użytku prywatnego nie jest rozpowszechnianiem cudzego utworu bez uprawnienia, o którym mowa w art. 116 ust. 1 ustawy o prawie autorskim. Posiadanie urządzeń lub ich komponentów przeznaczonych do usuwania lub obchodzenia skutecznych technicznych zabezpieczeń utworów może służyć do działań mieszczących się w zakresie dozwolonego użytku prywatnego. Dowód na tę okoliczność praktycznie uniemożliwia stosowanie art. 1181 ustawy o prawie autorskim

## Wyłączenia

### Elektroniczne bazy danych
Definicję baz danych, a także przepisy o ich ochronie zawiera osobna ustawa. Ta ochrona obejmuje usystematyzowany zbiór elementów składowych (treść), a ochrona prawa autorskiego – twórcze zestawienie (formę). W związku z tym tych baz danych, które nie są twórcze, przepisy o prawie autorskim nie dotyczą.
Ochrona elektronicznych twórczych baz danych ma szeroki zakres, ponieważ (co do zasady) obejmuje wszystkie postaci korzystania, a beneficjentem licencji ustawowej jest legalny użytkownik. Jednak nie odnosi się do elementów baz danych, które mogą być samodzielnymi utworami, a także do użytku w zakresie określonym w art. 7 ustawy o ochronie baz danych . Pewien zakres swobody wyznacza dodatkowo art. 171 ustawy o prawie autorskim. Według niektórych prawników ten przepis powinien znajdować się wśród przepisów o dozwolonym użytku.
Wyłączenie dozwolonego użytku prywatnego polega więc na tym, że nie obejmuje on korzystania z elektronicznych baz danych, które są utworami. To wyłączenie zabezpiecza interesy podmiotu, który poniósł „istotny nakład inwestycyjny w celu sporządzenia, weryfikacji lub prezentacji zawartości bazy danych”. Z kolei art. 8 ust. 1 pkt 1 ustawy o ochronie baz danych, odnoszący się do nieelektronicznych baz danych, przyznaje użytkownikowi pewną swobodę w zakresie użytku prywatnego.
Wyłączenie dozwolonego użytku prywatnego nie dotyczy naukowego użytku twórczych elektronicznych baz danych niezwiązanego z celem zarobkowym. Skrytykowano wyłączenie celu zarobkowego, ponieważ można by sądzić, że na dozwolony użytek nie mogą powoływać się pracownicy naukowi lub instytucje naukowe. Biorąc pod uwagę punkt 36 preambuły dyrektywy 96/9/WE, użytek w celu edukacyjnym, jak i naukowym, jest dopuszczalny . Brak tego wyjątku ograniczałby możliwość działalności naukowej.

### Programy komputerowe
Programy komputerowe są chronione tak jak utwory literackie, jednak stanowią osobną kategorię i podlegają szczególnemu (odrębnemu) modelowi ochrony. Te kwestie regulują przepisy dyrektywy 2009/24/WE w sprawie ochrony prawnej programów komputerowych i rozdziału 7 ustawy o prawie autorskim. Zakres ochrony programów komputerowych jest szerszy niż zakres ochrony innych kategorii utworów, z czym wiąże się m.in. wyłączenie dozwolonego użytku prywatnego, zakaz dokonywania opracowań i modyfikacji programów komputerowych.
Artykuł 75 ustawy o prawie autorskim dopuszcza pewną swobodę w korzystaniu z programu w sferze prywatnej. Charakter prawny tych szczegółowych norm nie jest jasny. Przepisy art. 75 są nazywane licencją ustawową, „dozwolonym użytkiem prywatnym w zakresie programów komputerowych” lub „formą dozwolonego użytku”. Rekompensują one (w pewnym zakresie) brak dozwolonego użytku . Istnieje pogląd, według którego do przepisów art. 75 należy odnosić ogólne ograniczenia dozwolonego użytku z art. 34 i 35.
„Dozwolony użytek prywatny programu komputerowego” (podobnie jak przepis zezwalający na korzystanie z elektronicznej twórczej bazy danych i odmiennie niż „tradycyjny”, analogowy dozwolony użytek) przysługuje legalnemu użytkownikowi. Warunkowo może on wykonywać niektóre czynności z zakresu monopolu autorskoprawnego. Te warunki to brak innego uregulowania w umowie licencyjnej oraz niezbędność do korzystania zgodnie z przeznaczeniem programu. Jeżeli legalny użytkownik jest licencjobiorcą, może nie mieć wpływu na treść umowy licencyjnej (tzw. umowy typu shrink-wrap, „umowy celofanowe”). Z kolei nieostre pojęcie „przeznaczenie programu” powinno być interpretowane w konkretnym przypadku. Co istotne, legalny użytkownik jest uprawniony do sporządzenia kopii zapasowej programu komputerowego, obserwowania, badania i testowania jego ostatecznej wersji oraz do dekompilacji programu w celu zapewnienia kompatybilności.
Istnieją produkty, których istotnym elementem jest program komputerowy, takie jak produkty multimedialne, elektroniczne bazy danych czy gry komputerowe. Część specjalistów opowiada się za rozciągnięciem zasad ochrony programów komputerowych na całe takie złożone produkty. Ma o tym przesądzać zawężająca wykładnia przepisów ograniczających monopol autorskoprawny. Inni nazywają takie rozumowanie „zakażeniem regulacją” i proponują oddzielne traktowanie programu komputerowego i innych twórczych elementów złożonego wytworu. Jednak takie rozwiązanie nie rozwiązuje praktycznych problemów .

### Utwory architektoniczne
Artykuł 23 ustawy o prawie autorskim wyłącza z zakresu dozwolonego użytku prywatnego utwory architektoniczne i architektoniczno-urbanistyczne na jednym polu eksploatacji – budowanie według takich utworów. To wyłączenie było uwzględnione także w ustawach z 1926 i 1952 r. Wówczas dotyczyło ono budowania według utworu architektonicznego.
Za tym wyłączeniem przemawiają różnorodne względy. Wydaje się, że decyduje kwestia majątkowa: udzielanie licencji na budowę jest jednym z głównych elementów inwestycji budowlanej oraz podstawowym sposobem autorskiego wykorzystania utworu architektonicznego i architektoniczno-urbanistycznego. Według zwolenników tej tezy przyznanie użytkownikom swobody dozwolonego użytku w tym zakresie byłoby sprzeczne z ograniczeniem nałożonym przez test trójstopniowy. Nie mniej ważne są osobiste potrzeby licencjobiorców. Jest to kwestia unikatowości obiektu, lecz także zapewnienia prywatności jego użytkownikom.
Zdaniem przeciwników analiza ekonomiczna nie uzasadnia takiego wyłączenia. Według tego stanowiska przepis działa w praktyce tylko wtedy, kiedy wzniesienie obiektu bez uzyskania zgody autora utworu architektonicznego nie wiąże się z wystawieniem utworu na widok publiczny. Poza tym nie było potrzeby rozszerzać wyłączenia na utwory architektoniczno-urbanistyczne .
Użycie pojęcia „budowa” sugeruje, że chodzi tylko o takie postaci utworów architektonicznych i architektoniczno-urbanistycznych, które można wykorzystać do wzniesienia obiektów budowlanych w rozumieniu prawa budowlanego. Dlatego przedmiotem omawianego wyłączenia nie są miniatury . Wyłączenie jednego pola eksploatacji – być może „praktycznie jedynego” – prowadzi do wniosku, że zakres dozwolonego użytku obejmuje teoretycznie wszystkie inne sposoby korzystania, takie jak zwielokrotnienie projektu utworu czy fotografowanie utworu.